# Vers (Haute-Savoie)
Vers ist eine französische Gemeinde im Département Haute-Savoie in der Region Auvergne-Rhône-Alpes.

## Geographie
Vers liegt auf 680 m, etwa 16 Kilometer südwestlich der Stadt Genf (Luftlinie). Das Dorf erstreckt sich an aussichtsreicher Lage mit Blick auf das Genfer Becken am Nordabhang des Mont Sion, im Genevois.
Die Fläche des 5,91 km² großen Gemeindegebiets umfasst einen Abschnitt des Genevois. Das Gemeindeareal erstreckt sich im Quellgebiet mehrerer Bäche, die zur Laire fließen. Nach Süden reicht das Gebiet den mit Wiesen bestandenen Hang der Montagne de Sion hinauf. Auf dem breiten Höhenrücken wird mit 818 m die höchste Erhebung von Vers erreicht. Nach Westen erstreckt sich der Gemeindeboden bis in den Bois des Raynauds.
Zu Vers gehören neben dem ursprünglichen Dorf auch die Weilersiedlungen Bellossy (620 m) und Les Maisons Neuves (633 m) am Nordhang der Montagne de Sion. Nachbargemeinden von Vers sind Viry im Norden, Présilly und Andilly im Osten, Cernex, Minzier und Jonzier-Épagny im Süden sowie Chênex im Westen.

## Sehenswürdigkeiten
Die Dorfkirche von Vers wurde im Stil der Neugotik erbaut. Auf dem Gemeindeboden befindet sich auch die Kapelle Notre Dame des Voyageurs.

## Bevölkerung
| Jahr                       | 1962 | 1968 | 1975 | 1982 | 1990 | 1999 | 2006 |
| Einwohner                  | 255  | 264  | 316  | 328  | 440  | 528  | 524  |
| Quellen: Cassini und INSEE |      |      |      |      |      |      |      |

Mit 962 Einwohnern (Stand 1. Januar 2022) gehört Vers zu den kleinen Gemeinden des Département Haute-Savoie. Seit den frühen 1970er Jahren wurde dank der attraktiven Wohnlage ein kontinuierliches Bevölkerungswachstum verzeichnet.

## Wirtschaft und Infrastruktur
Vers war bis weit ins 20. Jahrhundert hinein ein vorwiegend durch die Landwirtschaft geprägtes Dorf. Heute gibt es einige Betriebe des lokalen Kleingewerbes. Zahlreiche Erwerbstätige sind auch Wegpendler, die in den größeren Ortschaften der Umgebung, vor allem im Raum Genf-Annemasse, ihrer Arbeit nachgehen.
Die Ortschaft ist verkehrsmäßig gut erschlossen. Sie liegt nahe der Departementsstraße D992, die von Saint-Julien-en-Genevois über die Montagne de Sion nach Seyssel führt. Weitere Straßenverbindungen bestehen mit Valleiry, Andilly, Feigères und Chavannaz.